# Número perfecto múltiple

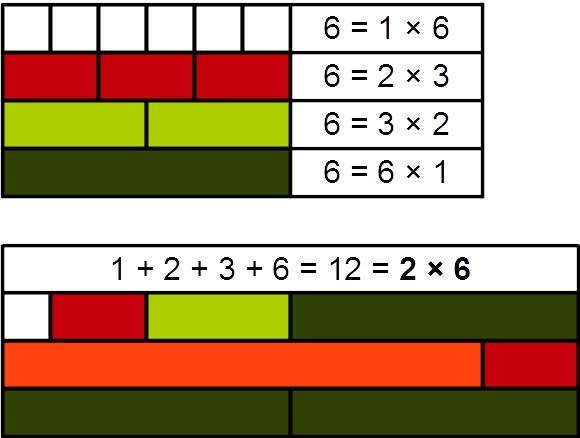
Demostración con regletas de Cuisenaire de la 2-perfección del número 6

En matemáticas, un número perfecto múltiple (también llamado número multiperfecto o número pluscuamperfecto) es una generalización del número perfecto.
Para un número natural k dado, un número n se llama k-perfecto (o k veces-perfecto) si y solo si la suma de todos los divisores positivos de n (la función divisor, σ(n)) es igual a kn; un número es por lo tanto perfecto si y solo si es 2-perfecto. Un número que es k-perfecto para un cierto k se llama número perfecto múltiple. A partir de 2014, se conocen números k perfectos para cada valor de k hasta 11.
Se desconoce si hay números perfectos múltiples impares que no sean 1. Los primeros números perfectos múltiples son:
1, 6, 28, 120, 496, 672, 8128, 30240, 32760, 523776, 2178540, 23569920, 33550336, 45532800, 142990848, 459818240, ... (sucesión A007691 en OEIS).

## Ejemplo
La suma de los divisores de 120 es
1 + 2 + 3 + 4 + 5 + 6 + 8 + 10 + 12 + 15 + 20 + 24 + 30 + 40 + 60 + 120 = 360
que es 3 × 120. Por lo tanto, 120 es un número perfecto de 3.

## Los númeroskperfectos más pequeños conocidos
La siguiente tabla ofrece una descripción general de los números k perfectos más pequeños conocidos para k ≤ 11 (sucesión A007539 en OEIS):
| k  | Número k-perfecto más pequeño conocido                                 | Factores | Encontrado por                 |
| -- | ---------------------------------------------------------------------- | --- | ------------------------------ |
| 1  | 1                                                                      | | en la antigüedad               |
| 2  | 6                                                                      | 2 × 3 | en la antigüedad               |
| 3  | 120                                                                    | 23 × 3 × 5 | en la antigüedad               |
| 4  | 30240                                                                  | 25 × 33 × 5 × 7 | René Descartes, hacia 1638     |
| 5  | 14182439040                                                            | 27 × 34 × 5 × 7 × 112 × 17 × 19 | René Descartes, hacia 1638     |
| 6  | 154345556085770649600 (21 dígitos)                                     | 215 × 35 × 52 × 72 × 11 × 13 × 17 × 19 × 31 × 43 × 257 | Robert Daniel Carmichael, 1907 |
| 7  | 141310897947438348259849402738485523264343544818565120000 (57 dígitos) | 232 × 311 × 54 × 75 × 112 × 132 × 17 × 193 × 23 × 31 × 37 × 43 × 61 × 71 × 73 × 89 × 181 × 2141 × 599479 | TE Mason, 1911                 |
| 8  | 826809968707776137289924...057256213348352000000000 (133 dígitos)      | 262 × 315 × 59 × 77 × 113 × 133 × 172 × 19 × 23 × 29 × ... × 487 × 5212 × 601 × 1201 × 1279 × 2557 × 3169 × 5113 × 92737 × 649657 (38 factores primos distintos) | Stephen F. Gretton, 1990       |
| 9  | 561308081837371589999987...415685343739904000000000 (287 dígitos)      | 2104 × 343 × 59 × 712 × 116 × 134 × 17 × 194 × 232 × 29 × ... × 17351 × 29191 × 30941 × 45319 × 106681 × 110563 × 122921 × 152041 × 570461 × 16148168401 (66 factores primos distintos) | Fred Helenius, 1995            |
| 10 | 448565429898310924320164...000000000000000000000000 (639 dígitos)      | 2175 × 369 × 529 × 718 × 1119 × 138 × 179 × 197 × 239 × 293 × ... × 583367 × 1609669 × 3500201 × 119782433 × 212601841 × 2664097031 × 2931542417 × 43872038849 × 374857981681 × 4534166740403 (115 factores primos distintos) | George Woltman, 2013           |
| 11 | 251850413483992918774837...000000000000000000000000 (1907 dígitos)     | 2468 × 3140 × 566 × 749 × 1140 × 1331 × 1711 × 1912 × 239 × 297 × ... × 25922273669242462300441182317 × 15428152323948966909689390436420781 × 420391294797275951862132367930818883361 × 23735410086474640244277823338130677687887 × 628683935022908831926019116410056880219316806841500141982334538232031397827230330241 (246 factores primos distintos) | George Woltman, 2001           |

## Propiedades
Se puede probar que:
- Para un número primo p dado, si n es p-perfecto y p no divide a n, entonces pn es (p+1)-perfecto. Esto implica que un entero n es un número 3 perfecto divisible por 2, pero no por 4, si y solo si n/2 es un número perfecto impar, de los cuales no se conoce ninguno.
- Si 3n es 4k-perfecto y 3 no divide a n, entonces n es 3k-perfecto.

## Números perfectos múltiples impares
Se desconoce si existen números perfectos múltiples impares distintos de 1. Sin embargo, si existiese un número n k-perfecto impar para k > 2, entonces debe cumplir las siguientes condiciones:
- El factor primo más grande es ≥ 100129
- El segundo factor primo más grande es ≥ 1009
- El tercer factor primo más grande es ≥ 101

## Límites
En notación o-minúscula, el número de números perfectos múltiples menores que x es {\displaystyle o(x^{\varepsilon })} para todo ε > 0.
El número de números k perfectos n para n ≤ x es menor que {\displaystyle cx^{c'\log \log \log x/\log \log x}}, donde c y c'  son constantes independientes de k.
Bajo el supuesto de la hipótesis de Riemann, la siguiente desigualdad es cierta para todos los números k perfectos n, cuando k > 3.
{\displaystyle \log \log n>k\cdot e^{-\gamma }}
cuando {\displaystyle \gamma } es la constante gamma de Euler. Esto se puede probar usando la función divisor.
El número de divisores τ(n) de un k-número perfecto n satisface la desigualdad:
{\displaystyle \tau (n)>e^{k-\gamma }}.
El número de factores primos distintos ω(n) de n satisface que:
{\displaystyle \omega (n)\geq k^{2}-1}
Si los distintos factores primos de n son {\displaystyle p_{1},p_{2},\ldots ,p_{r}}, entonces:
{\displaystyle r\left({\sqrt[{r}]{3/2}}-1\right)<\sum _{i=1}^{r}{\frac {1}{p_{i}}}<r\left(1-{\sqrt[{r}]{6/k^{2}}}\right),~~{\text{si }}n{\text{ es par}}}
{\displaystyle r\left({\sqrt[{3r}]{k^{2}}}-1\right)<\sum _{i=1}^{r}{\frac {1}{p_{i}}}<r\left(1-{\sqrt[{r}]{8/(k\pi ^{2})}}\right),~~{\text{si }}n{\text{ es impar}}}

## Valores específicos dek

### Números perfectos
Un número n con σ(n)= 2n es perfecto.

### Números triperfectos
Un número n con σ(n)= 3n es triperfecto. Solo hay seis números triperfectos conocidos y se cree que estos comprenden todos esos números:
120, 672, 523776, 459818240, 1476304896, 51001180160 (sucesión A005820 en OEIS)
Si existe un número perfecto impar m (un famoso problema abierto) entonces 2m sería 3 perfecto, ya que σ(2m)= σ(2)*σ(m)= 3*2m. Un número triperfecto impar debe ser un número cuadrado superior a 1070 y tener al menos 12 factores primos distintos, el mayor superior a 105.

## Variaciones

### Números perfectos múltiples unitarios
Se puede hacer una extensión similar para los números perfectos unitarios. Un entero positivo n se denomina número perfecto k múltiple unitario si σ*(n)=kn donde σ*(n) es la suma de sus divisores unitarios (un divisor d de un número n es un divisor unitario si d y n/d no comparten factores comunes).
Un número perfecto múltiple unitario es simplemente un número perfecto k múltiple unitario para algún entero positivo k. De manera equivalente, los números perfectos múltiples unitarios son aquellos n para los cuales n divide a σ*(n). Un número perfecto 2 múltiple unitario se llama naturalmente número perfecto unitario. En el caso k > 2, no se conoce hasta ahora ningún ejemplo de un número perfecto k múltiple unitario. Se sabe que si tal número existe, debe ser par y mayor que 10102 y debe tener más de cuarenta y cuatro factores primos impares. Este problema es probablemente muy difícil de resolver. El concepto de divisor unitario se debió originalmente a R. Vaidyanathaswamy (1931), quien llamó a dicho divisor factor de bloque. La terminología actual se debe a E. Cohen (1960).
Los primeros números perfectos múltiples unitarios son:
1, 6, 60, 90, 87360 (sucesión A327158 en OEIS)

### Números perfectos múltiples biunitarios
Un entero positivo n se denomina número perfecto k múltiple biunitario si σ**(n)= kn donde σ**(n) es la suma de sus divisores unitarios. Este concepto se debe a Peter Hagis (1987). Un número perfecto múltiple biunitario es simplemente un número perfecto k múltiple biunitario para algún entero positivo k. De manera equivalente, los números perfectos múltiples biunitarios son aquellos n para los cuales n divide a σ**(n). Un número perfecto 2 múltiple biunitario se llama naturalmente número perfecto biunitario, y un número perfecto 3 múltiple biunitario se llama número triperfecto biunitario.
Un divisor d de un entero positivo n se denomina divisor biunitario de n si el máximo común divisor unitario (mcud) de d y de n/d es igual a 1. Este concepto se debe a D. Surynarayana (1972). La suma de los divisores bi-unitarios (positivos) de n se denota por σ**(n).
Peter Hagis (1987) demostró que no existen números perfectos múltiples biunitarios impares. Haukken y Sitaramaiah (2020) encontraron todos los números triperfectos biunitarios de la forma 2au, donde 1 ≤ a ≤ 6 y u es impar, y parcialmente el caso donde a= 7. Además, demostraron por completo el caso a= 8.
Los primeros números perfectos múltiples biunitarios son:
1, 6, 60, 90, 120, 672, 2160, 10080, 22848, 30240 (sucesión A189000 en OEIS)

## . Véase también
- Número hemiperfecto